# Sava Lešić
Sava Lešić (in serbo Сава Лешић?; Tenin, 23 febbraio 1988) è un cestista serbo.

## Carriera
Con la Serbia universitaria ha disputato le Universiadi di Shenzhen 2011.

## Palmarès
- Campionato serbo: 1

Partizan Belgrado: 2009-10
- Campionato bosniaco: 1

Igokea: 2019-20
- Coppa di Serbia: 1

Partizan Belgrado: 2010
- Coppa di Bosnia ed Erzegovina: 1

Igokea: 2019
- Lega Adriatica: 1

Partizan Belgrado: 2009-10